# McKenzie Lee
Paula McQuone (Leicester, Inglaterra; 16 de mayo de 1979), más conocida como McKenzie Lee, es una actriz pornográfica británica.

## Biografía

### Primeros años
Lee se inició bailando en un club de striptease en Birmingham, Inglaterra, luego de ello pasó a bailar en un cabaret en Londres. En total trabajó seis años como estríper. También trabajó como animadora para el equipo de fútbol Leicester City.
Ella se inició en las películas para adultos en Europa, rodando películas con la productora Private Media Group. Inicialmente sólo realizaba escenas lésbicas, más adelante rodó con su novio Marcus London, y luego con otros hombres.

### Estados Unidos
Más tarde firmó con Playboy del Reino Unido, haciendo de presentadora del programa Night Callers así como el programa de TV por satélite Babe Cast. Lee, tras esto, marchó a Estados Unidos para aparecer en el programa Night Calls en la víspera de año nuevo de 2005. Llegó a ser entrevistadora para Playboy en los Premios AVN. En esa oportunidad conoció a Jenna Jameson.
Su primer lanzamiento en Estados Unidos fue la película Raw and Uncut Berlín (filmada en la capital de Alemania). Sus primeras tomas en suelo norteamericano fueron en Jack's Playground 28 y Jack's Teen America Mission 9. Luego Lee firmó un contrato con Club Jenna el 22 de marzo de 2005, empezando a trabajar en Estados Unidos tres semanas después. Lee ganó el premio a la Mejor Actriz debutante de la AVN en 2006.

### Últimos contratos
Se informó que estaba comprometida con Christopher Dancel y anunció estar embarazada de su primer hijo a mediados de 2006. En 2009 Lee retornó a la industria pornográfica tras una pausa de tres años, durante la cual tuvo sus dos hijos. Firmó un contrato exclusivo con Digital Playground en octubre de 2009. Dos meses después, Lee canceló el contrato y se transformó en una actriz "freelance".

## Premios
- 2006: Premio AVN a la mejor actriz nueva[8]